# Bajazit Pasha
Bajazit Pasha var en osmansk storvesir. Han var understödjare och storvesir åt sultanen Mehmet I. Han beklädde posten som storvesir från 1406 fram till sin död 1422.